# Municipio de Avesta
Avesta (en sueco: Avesta kommun) es un municipio de la provincia de Dalarna, Suecia, en la provincia histórica de Dalecarlia. Su sede se encuentra en la localidad de Avesta. El municipio actual se creó en 1967 cuando la ciudad de Avesta se fusionó con cuatro municipios rurales circundantes. En 1971 se convirtió en un municipio de tipo unitario.

## Localidades
Hay siete áreas urbanas (tätort) en el municipio:
| # | Tätort          | Población |
| - | --------------- | --------- |
| 1 | Avesta          | 12 017    |
| 2 | Krylbo y Karlbo | 4451      |
| 3 | Horndal         | 1147      |
| 4 | Fors            | 780       |
| 5 | Nordanö         | 437       |
| 6 | Folkärna        | 267       |
| 7 | Näs bruk        | 191       |

## Demografía

### Desarrollo poblacional
| Gráfica de evolución demográfica de Avesta entre 1970 y 2015 |
|                                                              |
| Fuente: SCB                                                  |